# Crash Test Dummies
A Crash Test Dummies kanadai alternatív/folk rock együttes. 1988-ban alakultak Winnipegben.
Tagjai: Brad Roberts (ének, gitár), Ellen Reid (ének, billentyűk), Dan Roberts (basszusgitár, vokál), Benjamin Darvill (ütős hangszerek) és Mitch Dorge (dob, ütős hangszerek). Legismertebb dalaik a "Mmm Mmm Mmm Mmm" és a "Superman's Song".
A zenekar története két éjszakai klubra vezethető vissza: a Spectrum Cabaret-ra és a Blue Note Cafe-ra.
1986-ban Curtis Riddell, a Blue Note Cafe alapítója és Brad Roberts megalapították első együttesüket, "Bad Brad Roberts and the St. James Rhythm Pigs" néven. Ebből alakult ki később a Crash Test Dummies. A nevet egy orvosi egyetemre járó barátjuk javasolta. Ellen Reid és Benjamin Darvill nem sokkal később csatlakoztak hozzájuk. Eredeti basszusgitárosuk, George West kilépett, helyére pedig Brad testvére, Dan Roberts került. Riddell-t Vince Lambert váltotta le, az ő helyébe pedig Mitch Dorge lépett.
1991-ben kötöttek lemezszerződést a BMG Records kiadóval. Első nagylemezük ebben az évben jelent meg.
Hatásaiknak az XTC-t és Andy Partridge-et tették meg.

## Tagok
- Brad Roberts – ének, gitár (1988-)
- Ellen Reid – ének, billentyűk, harmonika (1988–2012, 2017-)
- Dan Roberts – basszusgitár, vokál (1988–2004, 2010, 2017–)
- Mitch Dorge – dob (1991–2002, 2010, 2017–)
- Andy Prestwich  – kazoo, hárfa (2019–)

Korábbi tagok
- Benjamin Darvill – ütős hangszerek, gitár, mandolin (1988–2000)
- Daniel Koulack – basszusgitár
- Vince Lambert – dob (1988–1991)
- Curtis Riddell – dob (1988)
- George West – basszusgitár (1988)

Koncerteken fellépő tagok
- Stuart Cameron – gitár, vokál (2001–)
- Murray Pulver – gitár, vokál (1996–2000, 2010–)
- James Reid – gitár, vokál (2010)
- Kathy Brown  – billentyűk (1993–1995)
- Ray Coburn – billentyűk (1999–2000)

## Diszkográfia
- The Ghosts That Haunt Me (1991)
- God Shuffled His Feet (1993)
- A Worm's Life (1996)
- Give Yourself a Hand (1999)
- I Don't Care That You Don't Mind (2001)
- Puss 'n' Boots (2003)
- Songs of the Unforgiven (2004)
- Oooh La La! (2010)